# Civil Nuclear Constabulary
Die Civil Nuclear Constabulary (CNC) ist eine Sonderpolizei im Vereinigten Königreich, die für die Strafverfolgung und die Sicherheit in zivilen Nukleareinrichtungen, wie zum Beispiel Kernkraftwerken, und beim Umgang mit radioaktiven Materialien zuständig ist. Sie ist nicht zuständig für den Umgang mit radioaktiven Stoffen zu militärischen Zwecken, wie zum Beispiel Kernwaffen. Für diesen Bereich ist das Militär und die Ministry of Defence Police zuständig.
Dagegen ist die CNC für die Sicherheit auf Schiffen des mehrheitlich im Besitz der Nuclear Decommissioning Authority befindlichen Unternehmens Pacific Nuclear Transport Ltd. zuständig, das im Auftrag des Staats den Transport von abgebrannten Kernbrennstoffen und abgereichertem Uran übernimmt.

## Geschichte
Die CNC wurde am 1. April 2005 als Nachfolgeorganisation der 1955 eingerichteten Atomic Energy Authority Constabulary gegründet. Sie gehört in den Geschäftsbereich des Department of Energy and Climate Change. Sie steht ferner unter der Aufsicht des Her Majesty’s Inspectorate of Constabulary.
Durch den Energy Act 2004 wurde die Behörde zu einer Polizeibehörde (Police Authority).
Im Gegensatz zu den Polizisten der Territorial Police Forces sind die etwa 750 Beamten der CNC im Dienst bewaffnet.
2008 wurde die bislang an die Uniform der Metropolitan Police angelehnte Uniform durch eine neue ersetzt. Diese ist den traditionellen schottischen Uniformen ähnlich.

## Aufgaben
Polizisten der CNC haben innerhalb des Dienstgebiets, welches durch den Energy Act 2004 festgelegt worden ist, die gleichen Rechte wie andere Polizisten im Vereinigten Königreich.
Der Dienstbezirk umfasst:
- zivile Nukleareinrichtungen und das Gebiet in einem Umkreis von 5 km außerhalb der Einfriedung
- Werften, wenn dort radioaktives Material bewacht wird
- Transportstrecken, solange radioaktives Material transportiert wird
- jedes Gebiet, wenn Personen, die im Verdacht stehen, verbotenerweise Material, das von der CNC bewacht wird, an sich genommen zu haben oder eine Handlung stören, verfolgt oder festgenommen werden sollen.

Im Gegensatz zu den beiden anderen Sonderpolizeien, der British Transport Police und der Ministry of Defence Police, ist die CNC nicht durch Anti-terrorism, Crime and Security Act 2001 ermächtigt, außerhalb ihres Aufgabengebietes und Dienstbezirks Aufgaben wahrzunehmen. Sie darf außerhalb ihres Bereichs aber aufgrund einer Übereinkunft des Leiters des CNC und des Leiters der jeweiligen territorialen Polizeibehörde tätig werden. Die CNC ist aber nicht an das System der Amtshilfe durch die territorialen Polizeien, die British Transport Police und die Ministry of Defense Police angebunden.
Die CNC war 2005 im Einsatz um die G8-Konferenz in Gleneagles in Schottland und die Verfolgung von Derrick Bird am 2. Juni 2010 eingebunden, der im Gebiet von West Cumbria zwölf Personen erschoss und 25 verletzte.

## Dienststellen

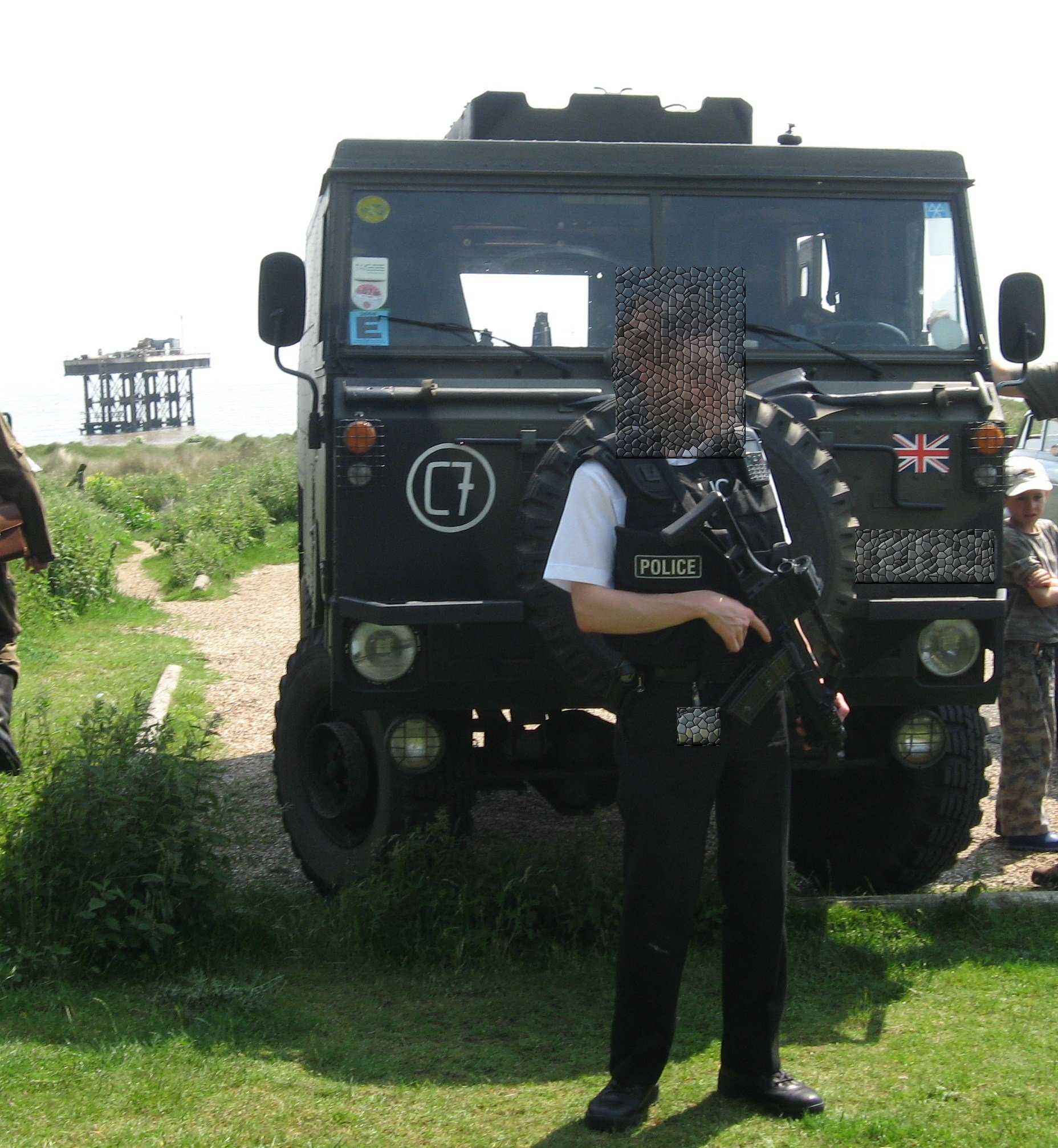
CNC Support Unit

Insgesamt sind 15 Dienststellen eingerichtet, davon sind neun Unterstützungseinheiten (Support Units) mit bewaffneten Polizisten und sechs Operative Einheiten (Operational Units).
- Hauptquartier in Culham
- Operative Einheiten
  - Chapelcross
  - Dounreay
  - Harwell
  - Sellafield
  - Springfields
- Unterstützungseinheiten
  - Dungeness
  - Hartlepool
  - Heysham
  - Hinkley Point (Kernkraftwerk)
  - Hunterston
  - Oldbury (Kernkraftwerk)
  - Sizewell (Kernkraftwerk)
  - Torness
  - Wylfa

2007 wurde eine Struktur mit drei Abteilungen (Basic Command Units, BCU) eingerichtet, die jeweils von einem Superintendenten geleitet werden:
- BCU Scotland, zuständig für Schottland
- BCU North, zuständig für Nordengland und Wales
- BCU South, zuständig für Südengland